# El lugar sin límites
El lugar sin límites é um filme de drama mexicano de 1978 dirigido e escrito por Arturo Ripstein e José Donoso. Foi selecionado como representante do México à edição do Oscar 1979, organizada pela Academia de Artes e Ciências Cinematográficas.

## Elenco
- Roberto Cobo ... Manuela
- Lucha Villa ... La Japonesa
- Ana Martín	... Japonesita
- Gonzalo Vega ... Pancho
- Julián Pastor ... Octavio
- Carmen Salinas ... Lucy
- Fernando Soler ... Don Alejo
- Emma Roldán ... Ludovinia
- Hortensia Santoveña ... Clotilde
- Blanca Torres ... Blanca
- Marta Aura ... Emma
- Tere Olmedo ... Lila
- Paco Sañudo